# Scouts et Guides de France
Scouts et Guides de France, SGdF (pol. Skauci i Przewodniczki Francji) – największa francuska organizacja skautowa. Powstała 1 września 2004 roku z połączenia dwóch organizacji skautowych – Guides de France oraz Scouts de France. Jest członkiem WOSM i WAGGGS. Według danych na 2024 rok, członkami SGdF jest 99000 osób. Siedziba SGdF znajduje się w Paryżu.

## Struktura
Scouts et Guides de France mają trójstopniową strukturę organizacyjną: krajową, regionalną i lokalną.
Na szczycie organizacji znajduje się Rada Dyrektorów (Conseil d’administration), składająca się z 24 członków wybieranych na czteroletnie kadencje. Rada odpowiada za strategiczne kierunki działania, reprezentuje stowarzyszenie na zewnątrz i mianuje Delegata Generalnego (Délégué général), który zarządza codzienną działalnością. Delegat kieruje zespołem około 140 pracowników zatrudnionych na poziomie krajowym i odpowiada za realizację decyzji Rady.
Regionalny szczebel pośredni obejmuje 72 jednostki: 56 we Francji metropolitalnej, 5 na terytoriach zamorskich i jedną jednostkę światową (Territoire Monde) dla grup zagranicznych. Każdym regionem kieruje Delegat Terytorialny (Délégué territorial), wspierany przez zespół kierowniczy (équipe pilote), który zajmuje się wsparciem pedagogicznym, rozwojem lokalnych grup oraz sprawami administracyjnymi.
Na poziomie lokalnym działają grupy lokalne (groupes locaux), czyli podstawowe jednostki organizacyjne, prowadzące działalność wychowawczą w różnych grupach wiekowych (unités). Każdą grupą lokalną zarządza Odpowiedzialny za Grupę (Responsable de groupe), a każdą jednostką wiekową – jeden lub kilka Odpowiedzialnych za Jednostkę (Responsable d’unité), będący wolontariuszami odpowiedzialnymi za bezpośrednią pracę z młodzieżą.
Wszystkie osoby działające w Scouts et Guides de France są wolontariuszami, z wyjątkiem około 140 osób zatrudnionych w administracji na szczeblu ogólnokrajowym.

## Grupy metodyczne
- Les Farfadets (fr. Elfy) – członkowie w wieku 6–8 lat, nie ma odpowiednika w ZHP,
- Les Louveteaux-Jeannettes (fr. Zuchy) – członkowie w wieku 8–11 lat,
- Les Scouts-Guides (fr. Skauci-Przewodniczki) – członkowie w wieku 12–14 lat, odpowiednik harcerzy i harcerek w ZHP,
- Les Pionniers-Caravelles (fr. Pionierzy-Karawely) – członkowie w wieku 14–16 lat, odpowiednik harcerzy i harcerek starszych w ZHP,
- Les Compagnons (fr. Towarzysze) – członkowie w wieku 17–21 lat, odpowiednik wędrowników i wędrowniczek w ZHP[10].

## Prawo i Przyrzeczenie Skautowe
W SGdF stosuje się prawo skautowe o następującej treści:
Przewodniczka, skaut:
1. Mówi prawdę i działa konsekwentnie.
2. Jest godny zaufania i potrafi ufać innym.
3. Nawiązuje więzi braterstwa ze skautami i przewodniczkami z całego świata.
4. Mądrze korzysta ze swoich zasobów.
5. Z optymizmem stawia czoła trudnościom.
6. Angażuje się w budowanie świata sprawiedliwości i pokoju.
7. Kocha i chroni otaczający go świat.
8. Żyje z energią i wykazuje inicjatywę.
9. Wyraża wiarę poprzez czyny w służbie innym.
10. Jest odpowiedzialny za swoje słowa, czyny i myśli.

Przyrzeczenie Skautowe stosowane w SGdF brzmi następująco:
Dziś, wobec was, z pomocą Boga i wszystkich tu obecnych, przyrzekam dołożyć wszelkich starań, aby służyć bliźniemu, postępować zgodnie z moją Wiarą, działać na rzecz lepszego świata, żyć według naszego Prawa, w braterstwie ze skautami i przewodniczkami z całego świata.

## Członkostwo w organizacjach międzynarodowych
Scouts et Guides de France jest członkiem:
- WOSM – Światowej Organizacji Ruchu Skautowego (World Organisation of Scout Movement),
- WAGGGS – Światowego Stowarzyszenia Przewodniczek i Skautek (World Association of Girl Guides and Girl Scouts),
- ICCS – Międzynarodowej Katolickiej Konferencji Skautingu (International Catholic Conference of Scouting),
- ICCG – Międzynarodowej Katolickiej Konferencji Skautingu Żeńskiego (International Catholic Conference of Guiding).